# 콜린 아일랜드
콜린 아일랜드(Colin Ireland, 1954년 3월 16일 ~ 2012년 2월 21일)는 1993년 3월부터 1993년 6월까지 5명을 살해한 연쇄살인범이다. 모든 피해자가 게이였기 때문에 게이학살범으로 알려져 있다. 범죄학자 데이비드 윌슨(David Wilson) 교수는 아일랜드가 사이코패스였다고 믿고 있다.
아일랜드는 매우 불후한 환경에서 자랐다. 16세부터 여러 범죄를 저질러 감옥과 소년원에 수감되기 시작했다. 런던 중심부에서 64km 떨어진 사우스엔드온시에 거주하면서 런던의 얼스 코트(Earl's Court)en에 위치한 콜헌 펍(Coleherne Pub)en이라는 게이주점에 자주 다니기 시작했다. 아일랜드는 쉽게 억제할 수 있는 성적으로 수동적이고 가학피학성을 선호하는 남성들을 찾았다.
이성과 결혼을 두 번 한 적이 있는 아일랜드는 오직 희생자들에게 쉽게 접근하기 위해 동성애자인 척을 했고 본인은 이성애자라고 언급했다. 아일랜드는 그의 범행동기가 성적인 게 아니였다고 주장했다. 그의 범죄는 고도로 체계적이었으며 각각의 살인에 새로운 밧줄과 수갑, 새로 갈아입을 옷으로 이루어진 완전한 살인 키트를 가지고 다녔다. 희생자를 죽인 후 그는 한밤중에 떠나는 의혹을 피하기 위해 현장에 연결된 법의학적 증거를 모두 청소했고 아침까지 아파트에 머물렀다. 그는 1993년 12월에 살인죄로 종신형을 받고 수감되었으며 2012년 57세의 나이에 폐섬유증으로 옥사하였다.

## 같이 보기
- 데니스 닐슨
- 제프리 다머
- 연쇄살인범